# Andy Scott (skulptör)

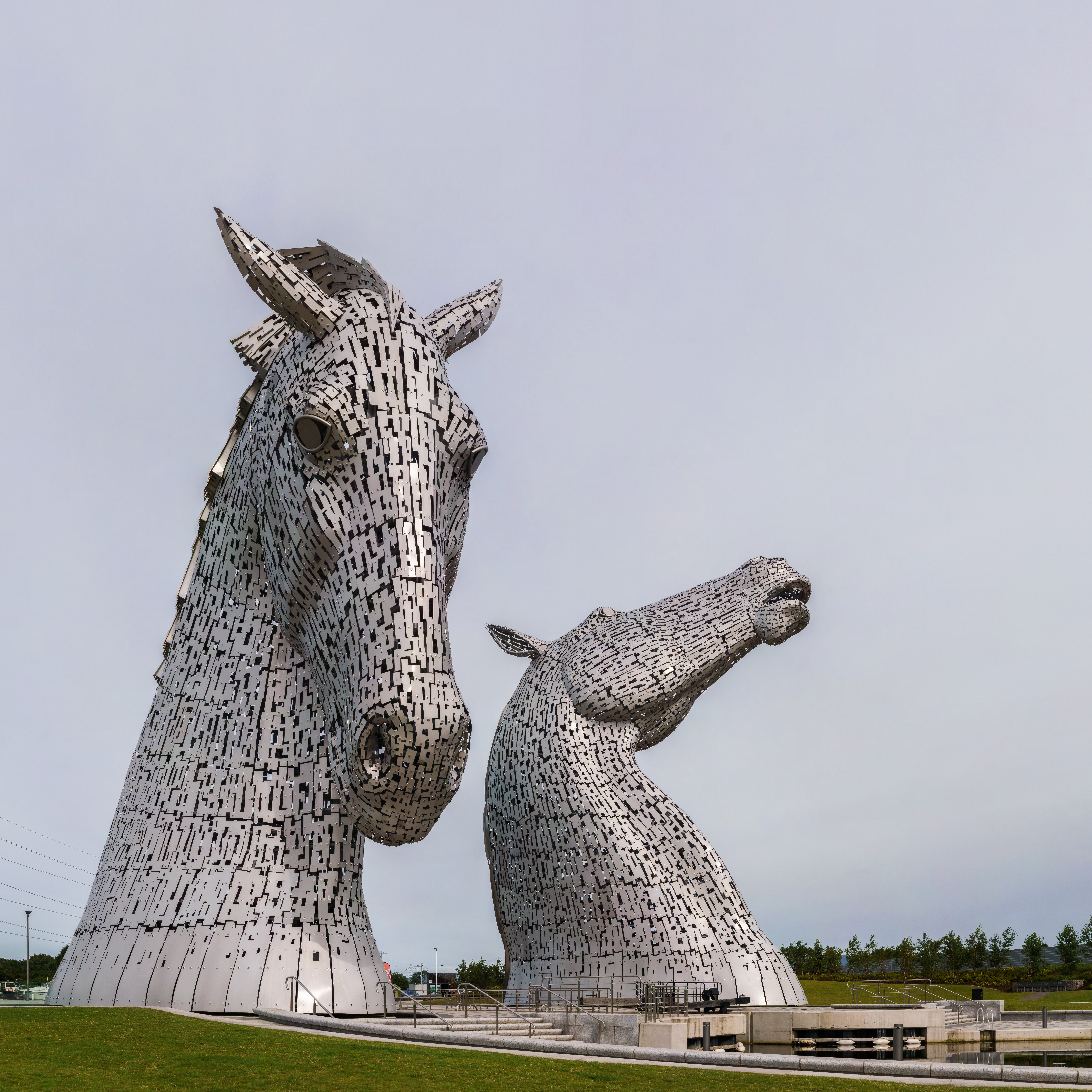
The Kelpies, nära Falkirk i Skottland.

Andy Scott, född 1964, är en brittisk skulptör. 
Andy Scott utbildade sig i skulptur på Glasgow School of Art, med examen 1986/1987.

## Verk i urval
- The Kelpies, 2013, Falkirk, Skottland
- Arria, Cumbernauld, Skottland
- Poised, Marischal Square, Aberdeen
- Rise, Glasgows hamn, Skottland[1]
- COB, Bexley, London
- Arabesque, Queensland, Australien
- Argestes Aqua, Victoria, Australien
- River Spirit, Stride, Foxboy, I Can See For Miles, Journeys End, Lifeline, Clackmannanshire, Skottland
- Beacon of Hope, Belfast, Nordirland
- Ibrox Disaster Memorial, Glasgow, Skottland
- Heavy Horse, vid M8 motorway, mellan Edinburgh och Glasgow
- Equus Altüs och The Briggate Minerva, Trinity Leeds shopping centre, Leeds, England
- Staty över Charles Rennie Mackintosh, Glasgow, 2018
- The DunBear, DunBear Park i Dunbar, 2019[2]

## Bildgalleri
|                               |
| Arria, Cumbernauld, Skottland |

|                     |
| COB, Bexley, London |

|                              |
| Rise, Glasgows hamn, Glasgow |

|                                     |
| Beacon of Hope, Belfast, Nordirland |

|                                      |
| Argestes Aqua, Byron Bay, Australien |

|                                          |
| The Carmyle Heron, Cambuslang, Skottland |

|                                             |
| Ibrox Disaster Memorial, Glasgow, Skottland |

|                                                       |
| The Briggate Minerva, Briggate, Leeds, Storbritannien |

|                                    |
| Equus Altus, Leeds, Storbritannien |

|                                         |
| Chiron, Sydney Olympic Park, Australien |

|                                               |
| Staty över Charles Rennie Mackintosh, Glasgow |

|                      |
| Heavy Horse, Glasgow |